# Dominick Browne, 4. baron Oranmore og Browne
Dominick Geoffrey Edward Browne, 4. baron Oranmore og Browne, 2. baron Mereworth (født 21. oktober 1901, død 7. august 2002) var ældste søn af den tredje Lord Oranmore & Browne og Lady Olwen Verena Ponsonby, datter af Edward Ponsonby, ottende jarl of Bessborough. I 1927 overtog han sin fars sæde i overhuset i England med titlen anden baron Mereworth, efter at faderen var omkommet i et trafikuheld. Han havde sæde i overhuset i 72 år, den længste periode nogen har besiddet denne post overhovedet, og alligevel er han blandt de ganske få medlemmer, som aldrig tog ordet under debatterne.
Han var gift tre gange, senest med skuespilleren Sally Gray, med hvem han var gift i 51 år. Han døde i 2002.